# Zimní paralympijské hry 2022
Zimní paralympijské hry 2022, oficiálně XIII. zimní paralympijské hry (čínsky 第十三届冬季残疾人奥林匹克运动会), se konaly v čínském Pekingu. Slavnostní zahájení proběhlo 4. března 2022, ukončení se pak uskutečnilo 13. března 2022.
V Pekingu se uskutečnila paralympiáda již podruhé. První paralympijské hry v tomto městě proběhly v roce 2008 a stalo se první město, které hostilo jak letní, tak i Zimní paralympijské hry.

## Pořadatelství
Města, která chtěla hostit Zimní olympijské hry 202], musela do 14. listopadu 2013 podat kandidaturu. Kandidaturu podaly Peking, Almaty, Oslo, Lvov, Krakov a Stockholm. Dne 17. ledna 2014 Stockholm od nabídky upustil, protože nedostal politickou podporu. Dne 25. května 2014 bylo uspořádáno místní referendum, kde se Krakované vyjádřili pro stavbu metra místo pro pořádání olympijských her. Proto byla dne 26. května kandidatura stažena. Dne 30. června 2014 Mezinárodní olympijský výbor oznámil, že „Lvov obrátí svou pozornost na nabídku pořádání olympiády v roce 2026 a nebude žádat o pořádání her v roce 2022. Toto rozhodnutí bylo učiněno v důsledku současných politických a ekonomických podmínek na Ukrajině“. Dne 1. října 2014 se rozhodla norská konzervativní strana, že nebude podporovat nabídku pro hry a město Oslo se rozhodlo okamžitě ukončit další práce na žádosti o pořádání olympijských her.
Členové výboru pak 31. července 2015 na 128. zasedání MOV v Kuala Lumpur zvolili pořadatelem Peking v Čínské lidové republice.
| Město  | Stát       | 1. kolo |
| Peking | Čína       | 44      |
| Almaty | Kazachstán | 40      |

## Olympijská sportoviště

Mapa sportovišť

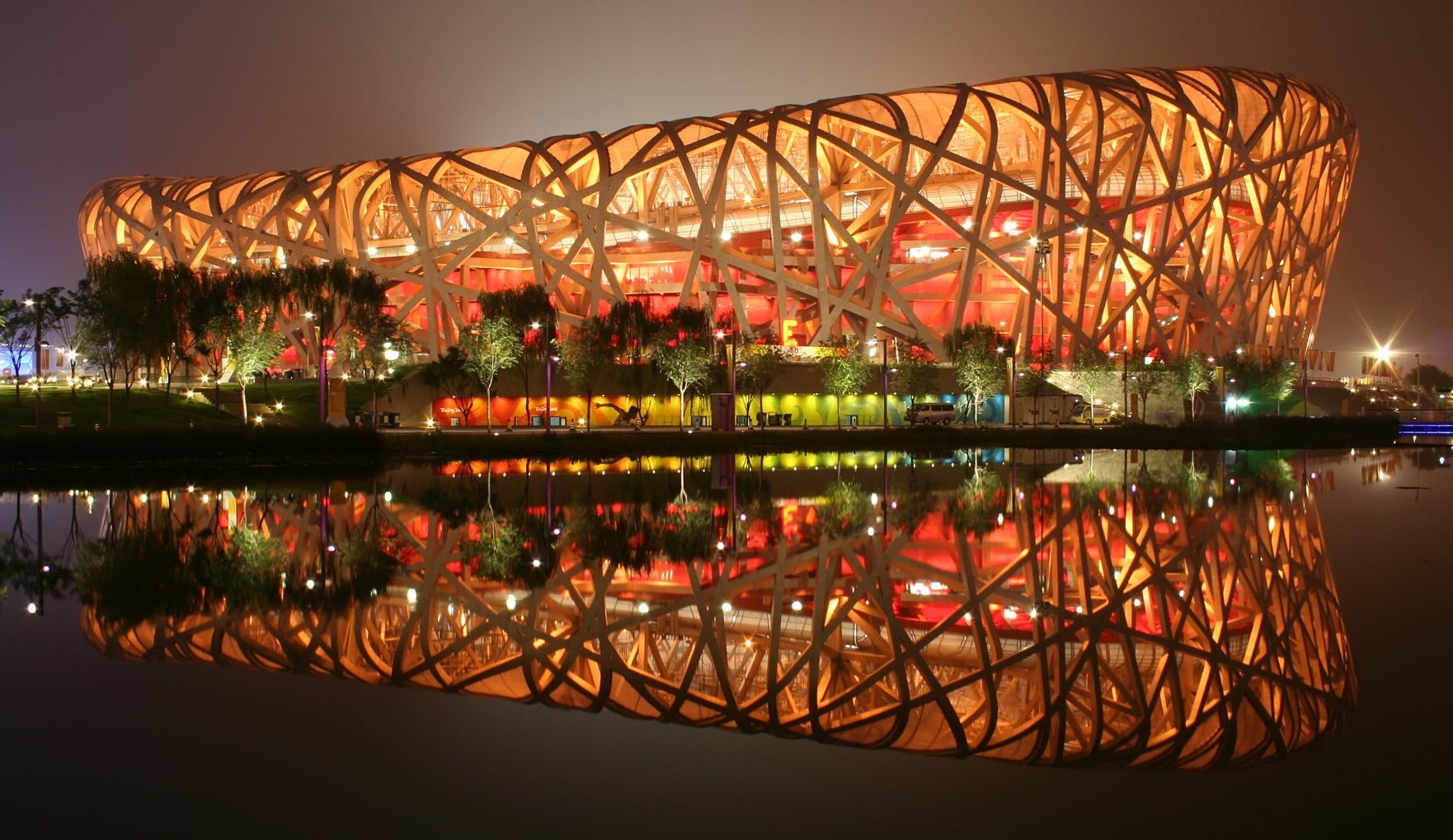
Pekingský národní stadion

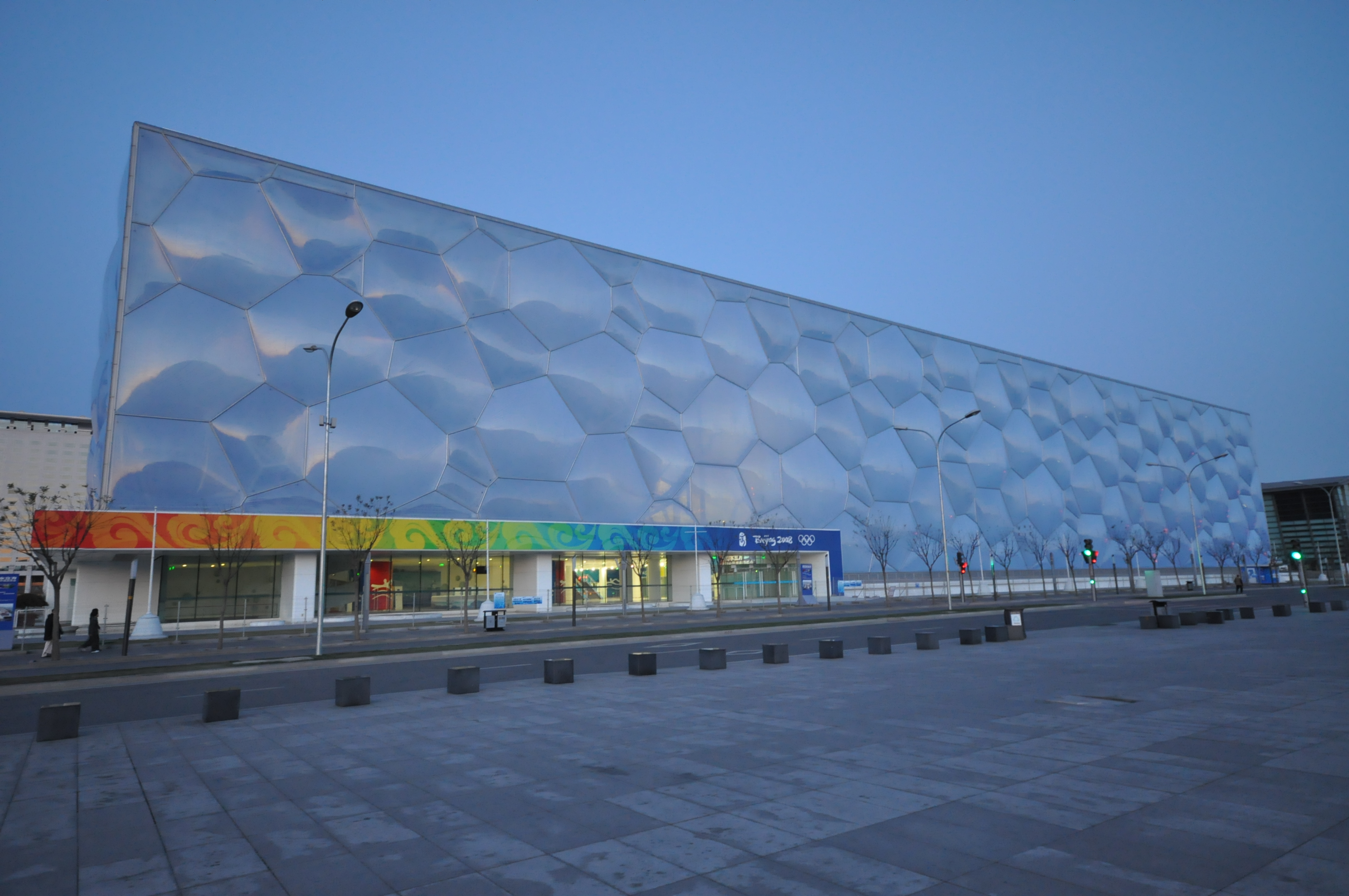
Pekingské národní plavecké centrum

### Peking

#### Olympic green
- Pekingský národní stadion (slavností zahájení a zakončení ZOH 2022)
- Beijing National Indoor Stadium (Para hokej)
- Pekingské národní plavecké centrum (curling)
- China National Convention Center
- Olympijská vesnice

### Jen-čching
- Xiaohaituo Alpine Skiing Field (alpské lyžování)
- Yanqing MMC
- Olympijská vesnice

### Čang-ťia-kchou
- Kuyangshu Biathlon Field (severské lyžování)
- Hualindong Ski Resort (biatlon)
- Genting Hotel
- Taiwu Ski Resort (snowboarding)
- Olympijská vesnice

## Soutěže
Na XII. Zimních paralympijských hrách se soutěžilo v celkem 6 sportovních odvětvích.

### Sportovní odvětví
| - Alpské lyžování - Biatlon - Curling (vozíčkáři) - Severské lyžování - Para hokej - Snowboarding |

### Kalendář soutěží
| ÚC | Úvodní ceremoniál | ● | Soutěžní den disciplíny | 1 | Finále disciplíny | ZC | Závěrečný ceremoniál |

| Březen              | Březen              | 4. Pá | 5. So | 6. Ne | 7. Po | 8. Út | 9. St | 10. Čt | 11. Pá | 12. So | 13. Ne | Finále |
| ------------------- | ------------------- | ----- | ----- | ----- | ----- | ----- | ----- | ------ | ------ | ------ | ------ | ------ |
| Ceremoniály         | Ceremoniály         | ÚC    |       |       |       |       |       |        |        |        | ZC     |        |
| Alpské lyžování     | Alpské lyžování     |       | 6     | 6     |       | 6     |       | 3      | 3      | 3      | 3      | 30     |
| Biatlon             | Biatlon             |       | 6     |       |       | 6     |       |        | 6      |        |        | 18     |
| Běh na lyžích       | Běh na lyžích       |       |       | 2     | 4     |       | 6     |        |        | 6      | 2      | 20     |
| Sledge hokej        | Sledge hokej        |       | ●     | ●     |       | ●     | ●     | ●      | ●      | ●      | 1      | 1      |
| Snowboarding        | Snowboarding        |       |       | ●     | 4     |       |       |        | ●      | 4      |        | 8      |
| Curling (vozíčkáři) | Curling (vozíčkáři) |       | ●     | ●     | ●     | ●     | ●     | ●      | ●      | 1      |        | 1      |
| Celkem disciplín    | Celkem disciplín    |       | 12    | 8     | 8     | 12    | 6     | 3      | 9      | 13     | 6      | 78     |
| Kumulativní součet  | Kumulativní součet  |       | 12    | 20    | 28    | 40    | 46    | 49     | 58     | 72     | 78     |        |
| Březen              | Březen              | 4. Pá | 5. So | 6. Ne | 7. Po | 8. Út | 9. St | 10. Čt | 11. Pá | 12. So | 13. Ne | Finále |

## Pořadí národů
| Pořadí | Země      | Zlato | Stříbro | Bronz | Celkem |
| ------ | --------- | ----- | ------- | ----- | ------ |
| 1      | Čína      | 18    | 20      | 23    | 61     |
| 2      | Ukrajina  | 11    | 10      | 8     | 29     |
| 3      | Kanada    | 8     | 6       | 11    | 25     |
| 4      | Francie   | 7     | 3       | 2     | 12     |
| 5      | USA       | 6     | 11      | 3     | 20     |
| 6      | Rakousko  | 5     | 5       | 3     | 13     |
| 7      | Německo   | 4     | 8       | 7     | 19     |
| 8      | Norsko    | 4     | 2       | 1     | 7      |
| 9      | Japonsko  | 4     | 1       | 2     | 7      |
| 10     | Slovensko | 3     | 0       | 3     | 6      |